# Total War: Warhammer II
Total War: Warhammer II es un videojuego de estrategia desarrollado por The Creative Assembly y distribuido por Sega. Es la secuela del Total War: Warhammer y al igual que este, está basado en el juego de mesa Warhammer Fantasy Battle. Salió a la venta el 28 de septiembre de 2017 para Microsoft, y el 20 de noviembre de 2018 para macOS y Linux, en unos ports desarrollados por Feral Interactive. Es la secuela del Total War: Warhammer.

## Razas
El juego cuenta con cuatro razas anunciadas:
- Altos Elfos.
- Hombres Lagartos.
- Skavens.
- Elfos Oscuros.
- Reyes Funerarios.
- Costa del Vampiro.

Además, el juego cuenta también con otras facciones del Viejo Mundo, como facciones humanas, no muertas, orcas y enanas entre otras.

## Continentes
El juego contará con cuatro nuevos continentes:
- Ulthuan: Tierra donde habitan los Altos Elfos.
- Naggaroth: Tierra donde habitan los Elfos Oscuros
- Las Tierras del Sur: Tierra donde habitan los Hombres Lagarto y los Skavens.
- Lustria: Tierra sagrada de los Hombre Lagarto.

## Contenido adicional
El juego cuenta de momento con tres expansiones:
- Imperios mortales: Es el primero y gratuito. Requiere el primer juego para jugar, e incluye una nueva campaña a gran escala que tiene lugar en el Nuevo Mundo y en el Viejo Mundo, por lo que añade nuevos asentamientos conquistables, nuevas facciones y nuevos señores legendarios jugables.[7]

- Sangre para el Dios de la Sangre: Es el segundo, y de pago. Añade efectos sangrientos al juego, por ejemplo; salpicaduras de sangre en las unidades, cercenadura de extremidades y cabeza y elementos empapados en sangre. Este dlc le añade realismo al juego.[8]

- Rise of the Tomb Kings: es la tercera expansión, y de pago. Añade la nueva facción de los Reyes Funerarios, con cuatro señores legendarios, tanto para la campaña del Ojo del vórtice como en la de Imperios mortales, con mecánicas únicas. A salir el 23 de enero.[9]

- Curse of the vampire coast :es la cuarta expansión, y de pago. Añade la nueva facción de los condes vampiro, con diversos señores legendarios.